# Robert Schleich

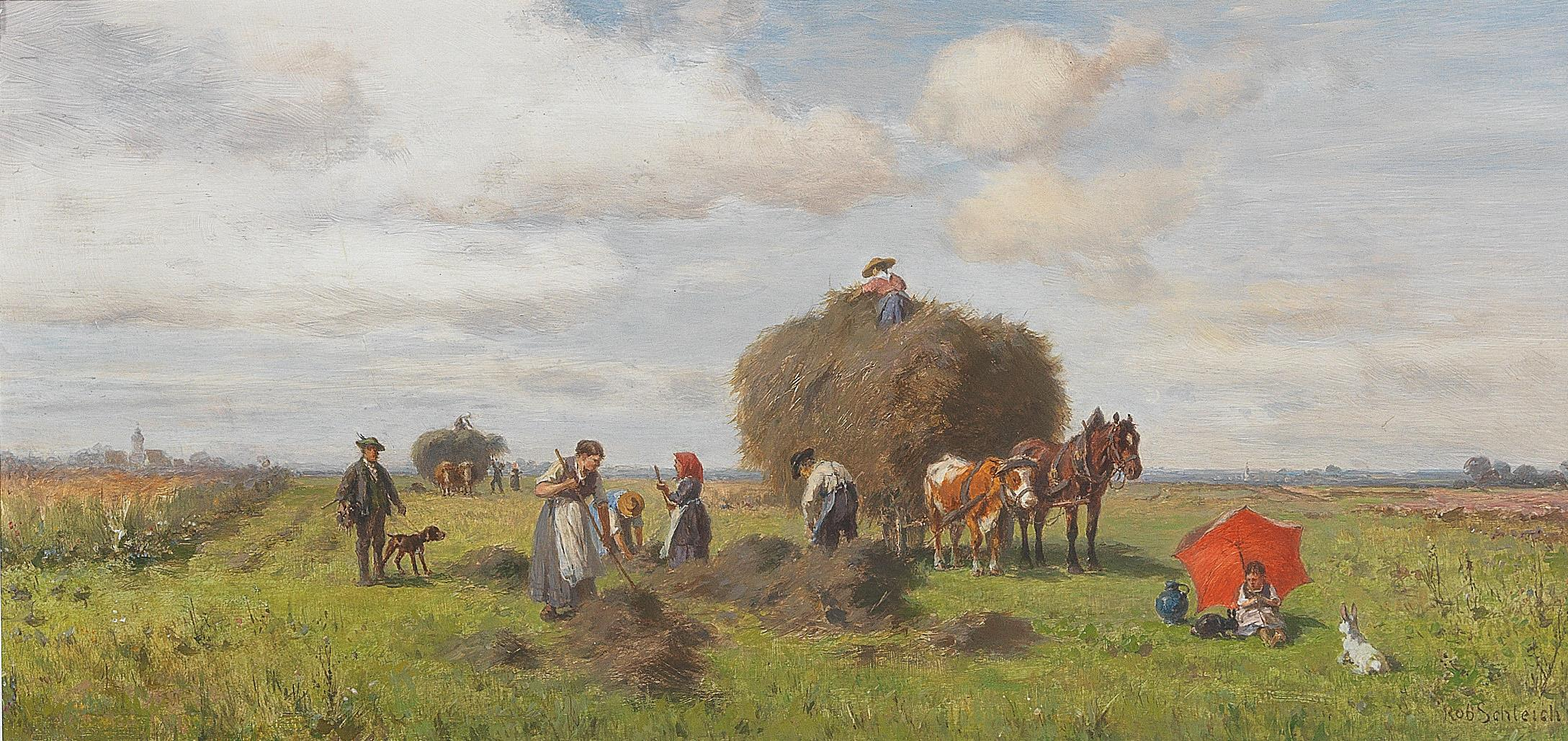
Der rote Sonnenschirm

Robert Schleich (* 13. Juli 1845 in München; † 14. Oktober 1934 ebenda) war ein deutscher Landschaftsmaler, Sohn des Kupferstechers Adrian Schleich (1812–1894) und Enkel des Kupferstechers Johann Karl Schleich (1759–1842).
Robert Schleich studierte seit dem 20. November 1873 an der Königlichen Akademie der Künste in München bei  Wilhelm von Diez.
Er wurde durch Eduard Schleich den Älteren (1812–1874) beeinflusst.
Er wurde zum Ehrenmitglied der Münchner Akademie gewählt und zum Professor berufen. Robert Schleich  war Mitglied im Reichsverband bildender Künstler Deutschlands und der Münchner Künstlergenossenschaft.
Er malte fast ausschließlich Landschaftsbilder, die oft die Heuernte darstellten.